# Christine Schmitt
Christine Schmitt född den 26 maj 1953 i Rostock, Tyskland, är en östtysk gymnast.
Hon tog OS-silver i lagmångkampen i samband med de olympiska gymnastiktävlingarna 1972 i München.